# 国鉄トラ40000形貨車
国鉄トラ40000形貨車（こくてつトラ40000がたかしゃ）は、かつて日本国有鉄道（国鉄）に在籍した無蓋貨車である。

## 概要
1960年（昭和35年）から1961年（昭和36年）にかけて製造された15/17トン積み二軸無蓋車で、計3,270両（トラ40000 - トラ43269）が製造された。そのうち570両（トラ42000 - トラ42569）は、老朽二軸無蓋車や家畜車の12トン車軸などの部品を流用して、改造名義で製作されている。
製作会社と番号の関係は次のとおりである。
- 日立製作所 1,220両 （トラ40000 - トラ41219）
- 若松車輛 80両 （トラ41220 - トラ41299）
- 新三菱重工業 450両 （トラ41300 - トラ41749）
- 飯野重工業 250両（トラ41750 - トラ41999）
- 郡山工場150両（トラ42000 - トラ42149）
- 長野工場220両（トラ42150 - トラ42369）
- 松任工場100両（トラ42370 - トラ42469）
- 新津工場 50両（トラ42470 - トラ42519）
- 多度津工場 50両（トラ42520 - トラ42569）
- 新三菱重工業 125両 （トラ42570 - トラ42694）
- 飯野重工業 75両（トラ42695 - トラ42769）
- 日立製作所 300両 （トラ42770 - トラ43069）
- 新三菱重工業 125両 （トラ43070 - トラ43194）
- 飯野重工業 75両（トラ43195 - トラ43269）

系譜的には、長さを減じて容積を増し、砕石や石炭等、ばら積み貨物の場合の増積を可能としたトラ35000形を嚆矢とする、「コトラ」の流れに属する形式である。また、台枠の側梁をワム80000形（初代）のように車体幅一杯に広げ、車軸のばね吊り受けを横梁に設けた近代的な構造としている。車体は、妻板、あおり戸、床面まで木製で、前級トラ35000形に比べ妻板を380 mm高くして1,645 mmとし、荷崩れの防止や積み付けの容易化を図っている。床面への釘打ち等により積荷の固定が容易な構造のため、本形式を名指しで指定する荷主も多かったという。本形式の廃車により木床式の「トラ」が減少したため、1979年（昭和54年）から鋼板床のトラ45000形が木床の145000番台に改造されている。主要諸元は、全長8,100 mm、車体長7,300 mm、全幅2,742 mm、床面積18.0 m2、容積41.4 m3、自重8.8 tである。走り装置は2段リンク式で、最高運転速度は75 km/hに対応する。軸距は4,300 mmである。
無蓋車の主力車種として日本全国で運用されたが、水俣駅常備でチッソ株式会社所有の小型タンクコンテナや、丹後山田駅常備でニッケル地金、伏木駅常備で塩素ボンベ輸送用に使用されたもの、その他には板ガラス輸送用に使用されたものもあった。
1972年（昭和47年）頃から本格的に廃車が始り、1985年（昭和60年）度で形式消滅となった。

## 改造

### トラ43600形
トラ43600形は、1969年（昭和44年）に、国鉄名古屋工場で4両（トラ43600 - トラ43603）が改造製作された鋼管輸送用の17トン積み無蓋車である。
幅方向に鋼管の移動を防止する突出防止板、鋼管の長さに合わせて突出防止板を移動させる為に床面と左右側板の内側にラックレール、そして縦方向に伸縮可能な側柱を設置し荷役を容易に行えるようにしている。
東成岩駅に常備され、隣接する川崎製鉄知多製造所から出荷される鋼管輸送に使用された。
1973年（昭和48年）度に形式消滅となった。

## 同形車

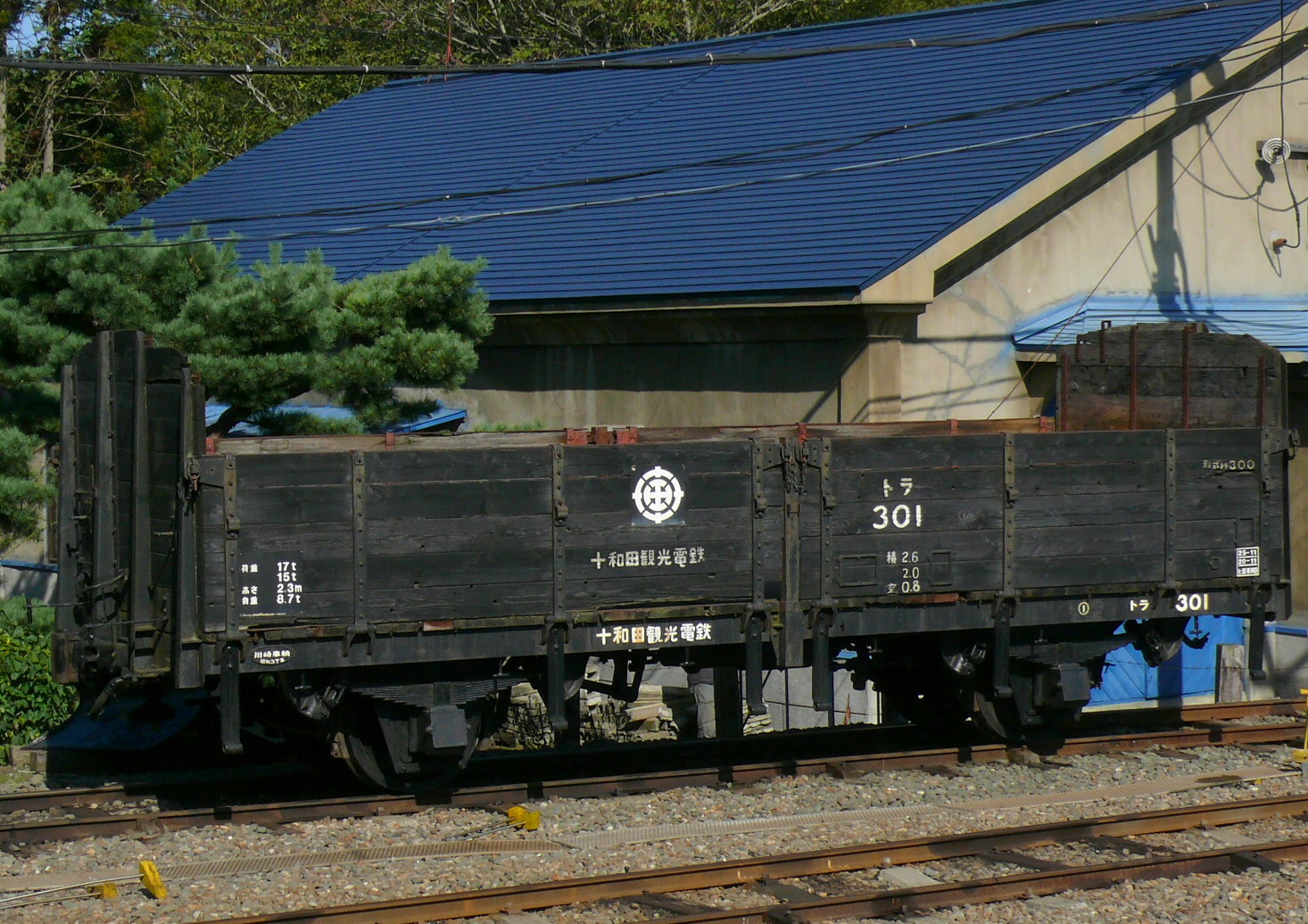
十和田観光電鉄トラ301

### 十和田観光電鉄トラ300形
トラ300形は、十和田観光電鉄が1962年（昭和37年）5月に川崎車輛で2両（トラ301・トラ302）を製造した、本形式の同形車である。2012年（平成24年）4月1日の路線廃止まで在籍し、おもに農薬散布等の事業用に使用された。